# Joaquim Wladimir Lopes Dias
Dom Joaquim Wladimir Lopes Dias (Cafelândia (São Paulo), 23 de outubro de 1957) é um bispo católico brasileiro, atual bispo da diocese de Lorena.

## Biografia
Filho de Gabriel Dias Calvo e Irene Lopes Dias, Dom Joaquim nasceu aos 23 de outubro de 1957, em Cafelândia (São Paulo).
Fez o ensino básico no Grupo Escolar de Cafelândia (São Paulo) e o ensino médio na Escola Estadual Professor José Ranieri, em Bauru. Em 1979 gradua-se em Administração de Empresas, na Faculdade Padre Anchieta em Jundiaí. A iniciação cristã foi realizada na Paróquia Nossa Senhora do Carmo, em sua terra natal, Cafelândia, pertencente a Diocese de Lins.
Ingressou no Seminário Diocesano de Jundiaí e estudou Teologia no Instituto Pio XI de 1994 a 1997. Após os estudos, foi ordenado diácono em 8 de agosto de 1997, vindo a exercer o ministério diaconal na Paróquia Nossa Senhora do Carmo, em Jundiaí.
Foi ordenado sacerdote no dia 12 de dezembro do mesmo ano. A partir de então, exerceu as seguintes funções na Diocese de Jundiaí: Co-diretor do movimento Cursilho de Cristandade (a partir de dezembro de 1997); Vigário da Paroquial da Paróquia São Sebastião, Itupeva aos 25 de dezembro de 1997; Pároco da Paróquia São Francisco de Assis, Campo Limpo aos 25 de janeiro de 1999; Pároco da Paróquia Nossa Senhora da Piedade, Várzea Paulista aos 18 de outubro de 2001; Presbítero a serviço da Diaconia Territorial de Santo Antônio, Botujuru, Campo Limpo Paulista em 1 de junho de 2002; Vice-Reitor do Seminário Maior Nossa Senhora do Desterro, Jundiaí aos 25 de janeiro de 2003; Membro do Colégio de Consultores da Diocese de Jundiaí em 1 de janeiro de 2006; Reitor do Seminário Maior Nossa Senhora do Desterro, Jundiaí em 1 de fevereiro de 2006; Vigário Paroquial da Paróquia Nova Jerusalém, Jundiaí em 1 de fevereiro de 2006; Vigário Geral da Diocese de Jundiaí, aos 6 de fevereiro de 2006; pároco da Paróquia São Roque, Jundiaí aos 27 de janeiro de 2009; Administrador Diocesano, aos 31 de março de 2009.
Aos 21 de dezembro de 2011 foi nomeado pelo Papa Bento XVI Bispo Titular de “Sita” e como bispo-auxiliar da Arquidiocese de Vitória. 
Em 14 de maio de 2014, foi nomeado Administrador Apostólico da Diocese de Colatina, após a renúncia de Dom Décio Sossai Zandonade, SDB
No dia 4 de março de 2015 o Papa Francisco o nomeou bispo da Diocese de Colatina.